# Malaya (geslacht)
Malaya is een muggengeslacht uit de familie van de steekmuggen (Culicidae).

## Soorten
- M. farquharsoni (Edwards, 1922)
- M. fraseri (Edwards, 1922)
- M. genurostris Leicester, 1908
- M. incomptas Ramalingam & Pillai, 1972
- M. jacobsoni (Edwards, 1930)
- M. leei (Wharton, 1947)
- M. marceli (Mattingly, 1953)
- M. moucheti (Hamon & Adam, 1955)
- M. solomonis (Wharton, 1947)
- M. splendens (de Meijere, 1909)
- M. taeniarostris (Theobald, 1911)
- M. trichorostris (Theobald, 1909)